# Pilatus P-3
| Abmessungen                                                                                 | Abmessungen          | Abmessungen          |
| ------------------------------------------------------------------------------------------- | -------------------- | -------------------- |
| Länge                                                                                       | 8,75 m               |                      |
| Spannweite                                                                                  | 10,40 m              |                      |
| Höhe                                                                                        | 3,05 m               |                      |
| Tragfläche                                                                                  | 16,50 m²             |                      |
| Gewicht                                                                                     |                      |                      |
| Leergewicht                                                                                 | 1190 kg              |                      |
| Maximale Startbeladung                                                                      | 1530 kg              |                      |
| Triebwerk                                                                                   |                      |                      |
| Triebwerk                                                                                   | Lycoming GO-435-C2A2 | Lycoming GO-435-C2A2 |
| Leistung                                                                                    | 240 PS (180 kW)      |                      |
| Leistungen                                                                                  |                      |                      |
| max. Geschwindigkeit                                                                        | 500 km/h             |                      |
| Reisegeschwindigkeit                                                                        | 220 km/h             |                      |
| Steigleistung                                                                               | 420 m/min            |                      |
| Dienstgipfelhöhe                                                                            | 5500 m               |                      |
| Reichweite                                                                                  | 450 km               |                      |
| Startstrecke                                                                                | 342 m                |                      |
| Landestrecke                                                                                | 390 m                |                      |
| Diese Angaben sind Richtwerte, bitte den Hinweis zu Leistungsdaten bei Flugzeugen beachten. |                      |                      |

Die Pilatus P-3 ist ein zweisitziges Schulflugzeug, ausgelegt als freitragender Tiefdecker. Es wurde ab 1952 von dem Schweizer Unternehmen Pilatus Flugzeugwerke AG entwickelt und anschliessend gebaut. Es wurden 72 Exemplare für die Schweizer Luftwaffe sowie sechs für Brasilien gebaut.

## Geschichte

### Entwicklung der Prototypen
Mit dem Aufkommen von Kampfflugzeugen mit Strahlantrieb und Bugfahrwerk war das Überdenken der Ausbildung der Kampfpiloten notwendig. Man wollte einen Flugzeugtyp schaffen, mit dem man die ganze Anfängerausbildung bis zum Wechsel auf einen Jet-Trainer absolvieren konnte. Dieser sollte in Bezug auf Sicht- sowie Start- und Landeeigenschaften bereits eine gewisse Ähnlichkeit mit den Kampfjets haben.
Ab 1952 befasste man sich bei Pilatus mit dem Projekt, es erhielt den Namen P-3. Am 3. September 1953 hob der Testpilot Georg Gissler erstmals mit dem ersten Prototyp P-3.01 mit der zivilen Immatrikulation HB-HON ab. Als Motor kam im ersten Prototyp ein Lycoming GO-435-C2 zum Einsatz. Die Flugleistungen dieser Maschine, die als einzige P-3 über einen Zweiblattpropeller verfügte, reichten jedoch für eine Schulmaschine nicht aus. Im August 1954 flog der verbesserte zweite Prototyp P-3.02 mit der Immatrikulation HB-HOO, welcher für die Erprobung durch das Militär verwendet wurde und später im Januar 1956 zur militärischen Maschine A-801 wurde. Dieses Flugzeug war mit einem Lycoming GO-435-C2A2-Motor mit Trockensumpfschmierung besser für Akrobatikflug geeignet. Während der Erprobung wurde in Altenrhein ein Vergleichsfliegen mit einer in die Schweiz gebrachten T-34 Mentor durchgeführt. Testpilot Hans Häfliger musste das letzte aus der eigentlich immer noch schwach motorisierten P-3 heraus holen und flog eine stehende "8", im Wissen, dass die Mentor das nicht schaffen würde. Die Steigleistung blieb immer das Problem bei diesem Flugzeug, faktisch hatten die „Vorgänger“ der P-3, die Bücker Jungmann und die Pilatus P-2 die besseren Steigleistungen.
1966 wurde der erste Prototyp HB-HON, welcher bei Contraves für die Zieldarstellung gebraucht worden war, von Pilatus zurückgekauft und zum ersten, erfolglosen Prototyp der PC-7 umgebaut. Das Flugzeug musste, zurück bei Contraves, 1970 eine Bauchlandung ausführen und wurde derart beschädigt, dass sich ein Wiederaufbau nicht zu lohnen schien.

### Einsatz bei der Schweizer Flugwaffe
Nach einer Erprobungsphase übernahm die Fliegertruppe den zweiten Prototyp HB-HOO und bestellte eine Versuchsserie von zwölf Flugzeugen, welche in den Jahren 1955 und 1956 hergestellt wurden. Diese Flugzeuge mit der Bezeichnung P-3.03 erhielten die militärischen Kennzeichen A-802 bis A-813. An den Flügeln dieser Maschinen waren zwei Stationen für Übungswaffen vorgesehen, diese wurden aber nie eingesetzt.
Nach der Erprobung der Versuchsserie im Ausbildungsbetrieb wurde 1957 eine weitere Serie von 60 Flugzeugen P-3.05 bestellt, die mit denjenigen aus der vorhergehenden Serie 03 weitgehend identisch waren. Diese Maschinen erhielten die militärischen Kennzeichen A-814 bis A-873.

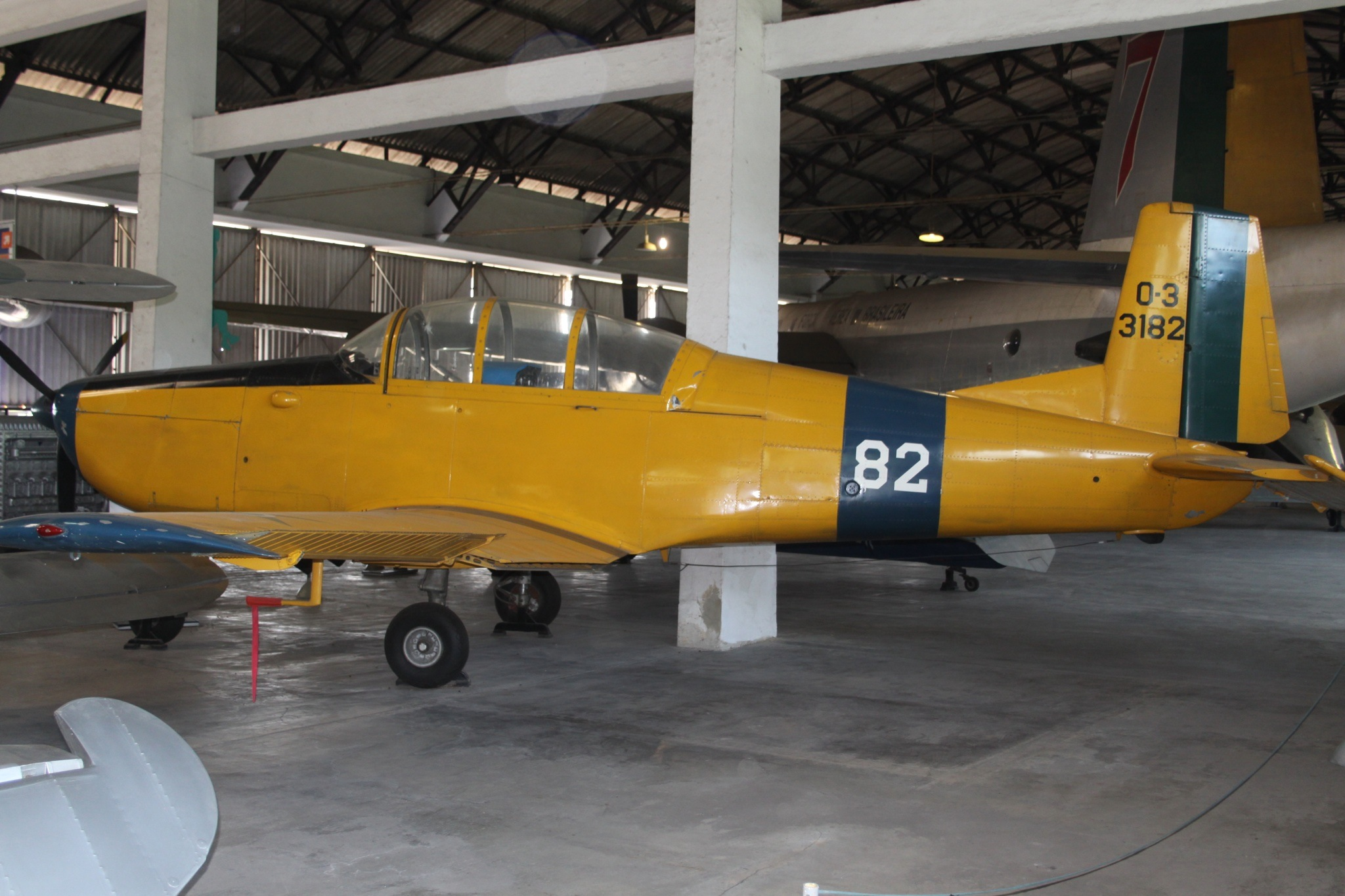
Brasilianische P-3 ohne die markante Flosse unter dem Rumpfhinterteil

Nach zwei Unfällen, welche durch das Eintreten in eine flache Vrille entstanden waren, galten vorübergehend Einschränkungen im Betrieb der Flotte. Nach Versuchen mit dem Flugzeug A-807 erhielt zunächst das Flugzeug A-858 und danach alle Flugzeuge der Flugwaffe eine zusätzliche Flosse am unteren Rumpfhinterteil.
Anfang 1975 ging die Maschine mit der Nummer A-871 an das Herstellerwerk, wo abermals eine P-3 mit einer Propellerturbine ausgerüstet wurde – dieses Flugzeug wurde schon im gleichen Sommer als Prototyp der PC-7 an der Luftfahrtschau in Paris präsentiert und trug die Immatrikulation HB-HOZ. Das Flugzeug kam später zurück zur Fliegertruppe, nun als A-901.
Als 1983 die PC-7 als neues Schulflugzeug der Luftwaffe eingeführt wurde, setzte man die P-3 noch als Verbindungsflugzeug ein. Die letzten 22 Flugzeuge wurden 1994 bei der Luftwaffe stillgelegt, nachdem schon 1991 und 1992 insgesamt 35 P-3 an zivile Interessenten verkauft worden waren.

### Zivile Serie
Nach der ersten Versuchsserie wurden bei Pilatus sechs Maschinen P-3.04 montiert, die zunächst zivil bei Luftverkehrsschulen verwendet wurden. Die ganze Serie wurde 1963 via Amerika an die brasilianische Marine verkauft. Zwei der Maschinen sind heute in einem Museum in Rio de Janeiro ausgestellt.

## Zivile Nutzung
Die verkauften P-3 gelangten in Privatbesitz und flogen oder fliegen in Europa und Nordamerika.
Die P3 Flyers "The Swiss Pilatus Warbird aerobatic Team" aus Ambri machen Kunstflug mit fünf Pilatus P-3.

## Aufbau / Ausstattung
Die zweisitzige P-3 ist als freitragender Tiefdecker ausgelegt. Sie besteht vollständig aus Metall. Die Vollsichthaube geht über beide Sitze und kann im Notfall abgeworfen werden. Die Maschine verfügt über elektrisch betriebenes Einziehfahrwerk mit Niederdruckreifen und Scheibenbremsen.
Doppelsteuer, Blindflug- und Funkausrüstung gehören zur Standardausstattung des Trainers.

## Militärische Nutzer
Brasilien
- Brasilianische Marine

 Schweiz
- Schweizer Luftwaffe